# Stimmen aus Innerösterreich
Stimmen aus Innenösterreich je bil časopis v nemškem jeziku, ki je izhajal med letoma 1861-1863 pod vodstvom Andreja Einspielerja. Podnaslov časopisa se je glasil Beiträge zur Durchführung der nationalen, religiösen und politischen Gleichberechtigung (slovensko Prispevki k izvajanju nacionalne, religiozne in politične enakosti).
Kakor že podnalov pove, je časopis skrbel za obrambo slovenskih interesov.